# Опијени љубављу
Опијени љубављу (шп. Destilando amor) мексичка је теленовела, продукцијске куће Телевиса, снимана 2007.
У Србији је приказивана током 2007. и 2008. на телевизији Пинк.

## Синопсис
Упркос томе што је сиромашна и што никада није упознала свог оца, Тереса Ернандез, коју сви зову Гавиота, била је срећна девојка. Сваке године долазила је да бере агаву на имању „Ла Монталвења“, чији је власник Дон Амадор. Тамо упознаје његовог унука, Родрига, и живот јој се мења из корена. Заљубљују се и он јој одузима невиност. Гавиота остаје трудна, а он, не знајући то, оставља је уз обећање да ће се поново наћи за годину дана када заврши студије у Лондону. Међутим, за тих годину дана, Гавиота пролази кроз пакао тражећи по Европи оца свог детета, на улици је ударају кола и губи дете. Измучена болом, после дуго времена враћа се у Мексико да би се, по заједничком договору, нашла са Родригом, али он се тог дана жени другом…

## Улоге
| Глумац:             | Улога:                                   |
| ------------------- | ---------------------------------------- |
| Анхелика Ривера     | Тереса Ернандез Маријана Франко Виљареал |
| Едуардо Јањез       | Родриго Монталво Сантос                  |
| Серхио Сендел       | Арон Монталво Итурбе                     |
| Чантал Андере       | Минерва Олмос де Монталво                |
| Ана Мартин          | Клара Гарсија де Ернандез                |
| Марта Хулија        | Исадора Дуарте де Монталво               |
| Хоакин Кордеро      | Амадор Монталво                          |
| Марта Рот           | Пилар Хил де Монталво                    |
| Ирма Лозано         | Констанса Сантос Монталво                |
| Оливија Бусио       | Федра Итурбе Монталво                    |
| Хулио Алеман        | Роберто Авељанеда                        |
| Алехандро Томаси    | Бруно Монталво Хил                       |
| Густаво Рохо        | Нестор Видегарај                         |
| Хорхе Варгас        | Фелипе Монталво Хил                      |
| Ана Патрисија Рохо  | Софија Монталво Сантос                   |
| Фернанда Кастиљо    | Данијела Монталво                        |
| Тео Тапија          | Гаспар Торебланка                        |
| Алисија Енсинас     | Барбара Торебланка                       |
| Џоана Бенедек       | Памела Торебланка                        |
| Хосе Луис Ресендез  | Иларио Кихано                            |
| Хан                 | Патрисио Итурбе Солорсано                |
| Рене Стриклер       | Алонсо Сантовена                         |
| Карлос де ла Мота   | Џејмс О Брајан                           |
| Раул Падиља Софоро  | Криспин Кастањо                          |
| Хаиме Гарса         | Роман Кихано                             |
| Адријана Лафан      | Офелија Кихано                           |
| Маријана Риос       | Санхуана Ескахадиљо                      |
| Марија Прадо        | Хосефина Хосе Чавез                      |
| Хулио Камехо        | Франсиско де ла Вега Чавез               |
| Роберто Вандер      | Рикардо Дуарте                           |
| Норма Ласарени      | Нурија Толедо Дуарте                     |
| Габријела Голдсмит  | Касандра Сантовена                       |
| Адалберто Пара      | Мелитон                                  |
| Бибелот Мансур      | Акасија                                  |
| Едгардо Техеда      | Елвис Перез                              |
| Хулијета Брачо      | Елвира                                   |
| Мигел Галван        | Карамело                                 |
| Ребека Манрикес     | Агрипина                                 |
| Хулијана Пениче     | Маргарита                                |
| Силвија Рамирез     | Љувија                                   |
| Хавијер Руан        | Деметрио                                 |
| Хоакин Кордеро      | Амадор Монталво                          |
| Патрисија Мантерола | Ерика Робледо                            |
| Нора Салинас        | Карла                                    |